# 1. PBC Sankt Augustin
Der 1. PBC Sankt Augustin ist ein Billardverein aus Sankt Augustin. Der 1989 gegründete Verein spielt in der 1. Bundesliga und wurde 2019 erstmals Deutscher Meister. Bekannt ist er auch als Veranstalter der seit 2008 jährlich ausgetragenen Hangelar Open.

## Geschichte
| Platzierungen seit 2009 | Platzierungen seit 2009    | Platzierungen seit 2009 |
| Saison                  | Liga (Spielklasse)         | Platz                   |
| ----------------------- | -------------------------- | ----------------------- |
| 2009/10                 | BLMR-Oberliga (4)          | 1                       |
| 2010/11                 | Regionalliga Nord-West (3) | 2                       |
| 2011/12                 | 2. Bundesliga Süd (2)      | 3                       |
| 2012/13                 | 2. Bundesliga Süd (2)      | 2                       |
| 2013/14                 | 2. Bundesliga Süd (2)      | 3                       |
| 2014/15                 | 2. Bundesliga Süd (2)      | 5                       |
| 2015/16                 | 2. Bundesliga Nord (2)     | 1                       |
| 2016/17                 | 1. Bundesliga (1)          | 8                       |
| 2017/18                 | 2. Bundesliga Süd (2)      | 1                       |
| 2018/19                 | 1. Bundesliga (1)          | 1                       |

Der 1. PBC Sankt Augustin wurde 1989 im Stadtbezirk Hangelar gegründet. 1998 erreichte er das Halbfinale des deutschen 8-Ball-Pokals. 2010 stieg er in die Regionalliga auf. In der Saison 2010/11 schaffte die nun um Christian Reimering verstärkte Mannschaft als unbesiegter Zweiter den Durchmarsch in die 2. Bundesliga. Nachdem man 2012 Dritter geworden war, kam man 2013 – sechs Punkte hinter Fortuna Straubing – auf den zweiten Platz. 2014 wurde der PBC Sankt Augustin Dritter und 2015 Fünfter. In der Saison 2015/16 sicherte sich der Verein am vorletzten Spieltag durch ein Unentschieden gegen die BSG Osnabrück den ersten Platz und damit den Aufstieg in die 1. Bundesliga.
Im Sommer 2016 wechselte der amtierende Deutsche Meister Joshua Filler vom PBC Schwerte 87 zum 1. PBC Sankt Augustin. Im November gewann er als erstes Vereinsmitglied eine deutsche Meisterschaft. Wenige Wochen später verließ er den PBC Sankt Augustin jedoch wieder, kehrte aber 2018 zurück und wurde noch im selben Jahr Einzelweltmeister in der Kategorie 9-Ball. In seine erste Bundesligasaison startete der Club mit sechs Niederlagen. Der erste Bundesligasieg gelang ihm am letzten Hinrundenspieltag, als er das Heimspiel gegen den BC Oberhausen mit 6:2 gewann. Anschließend blieb er vier weitere Spiele in Folge ungeschlagen und belegte nach dem elften Spieltag zum ersten Mal keinen Abstiegsplatz. Die letzten drei Saisonspiele wurden jedoch wieder verloren, sodass er auf den letzten Tabellenplatz zurückfiel. Der Abstieg in die zweite Liga stand nach einer Niederlage gegen den direkten Konkurrenten Karben am dreizehnten Spieltag fest. In der Saison 2017/18 erfolgte durch die Meisterschaft in der 2. Bundesliga Süd der direkte Wiederaufstieg in die 1. Bundesliga. Die zweite Saison der Vereinsgeschichte in der höchsten deutschen Spielklasse startete mit einem 4:4 gegen den BC Oberhausen, nach dem 8. Spieltag stand der Club erstmals an der Tabellenspitze. Durch ein 6:2 gegen den BSV Dachau am 13. Spieltag sicherte sich die Mannschaft zum ersten Mal die Deutsche Meisterschaft.

## Zweite Mannschaft
| Platzierungen seit 2009 | Platzierungen seit 2009 | Platzierungen seit 2009 |
| Saison                  | Liga (Spielklasse)      | Platz                   |
| ----------------------- | ----------------------- | ----------------------- |
| 2009/10                 | PBVM-Verbandsliga (5)   | 2                       |
| 2010/11                 | BLMR-Oberliga (4)       | 4                       |
| 2011/12                 | BLMR-Oberliga (4)       | 4                       |
| 2012/13                 | BLMR-Oberliga (4)       | 4                       |
| 2013/14                 | BLMR-Oberliga (4)       | 2                       |
| 2014/15                 | Regionalliga West (3)   | 6                       |
| 2015/16                 | BLMR-Oberliga (3)       | 2                       |
| 2016/17                 | BLMR-Oberliga (3)       | 1                       |
| 2017/18                 | Regionalliga Mitte (3)  | 1                       |
| 2018/19                 | 2. Bundesliga Süd (2)   | 4                       |

Die zweite Mannschaft des 1. PBC Sankt Augustin stieg 2010 in die Oberliga auf und belegte dort in den folgenden drei Spielzeiten jeweils den vierten Platz. In der Saison 2013/14 wurde sie neun Punkte hinter dem PBSC Bonn Zweiter und stieg in die Regionalliga auf. Ein Jahr später folgte mit dem sechsten Platz der Abstieg in die Oberliga. In der Saison 2015/16 verpasste man als Zweitplatzierter mit 14 Punkten Rückstand auf die zweite Mannschaft des 1. PBC Hürth-Berrenrath den direkten Wiederaufstieg. In der folgenden Spielzeit wurde sie mit nur einer Niederlage Oberligameister und kehrte damit in die Regionalliga zurück. In der darauffolgenden Saison 2017/18 schaffte die Mannschaft den Durchmarsch in die 2. Bundesliga, in der sie 2018/19 mit einem 4. Platz den Klassenerhalt feiern konnte.

## Aktuelle und ehemalige Spieler
(Auswahl)
- Matthias Blehs
- Fabian Breuer
- Axel Espaldon
- Joshua Filler[13][14]
- Pia Filler[31]
- Nicolas Georgopoulos
- Marc Glatz
- Werner Grewatsch
- Alexander Hey
- Vincent Höffgen
- Rafael Keusen
- Jonas Krumbe
- Luca Menn
- Maximiliana Neuhausen
- Moritz Neuhausen
- Axel Olbrich
- Christian Reimering
- Kevin Schiller
- Sascha Trautmann
- Jan Hendrik Voß
- Pravin Zipperer

## Erfolge
Mannschaftserfolge
- Deutscher Meister: 2019
- Meister der 2. Bundesliga Nord: 2016
- Meister der 2. Bundesliga Süd: 2018

Einzelerfolge
- Deutscher Meister
  - 2016: Joshua Filler (9-Ball)[15]
- Weltmeister
  - 2018: Joshua Filler (9-Ball)[17]